# Franciszek Goźliński
Franciszek Józef Goźliński (ur. w 2. poł. XVII wieku, zm. ok. 1745) – polski duchowny rzymskokatolicki.

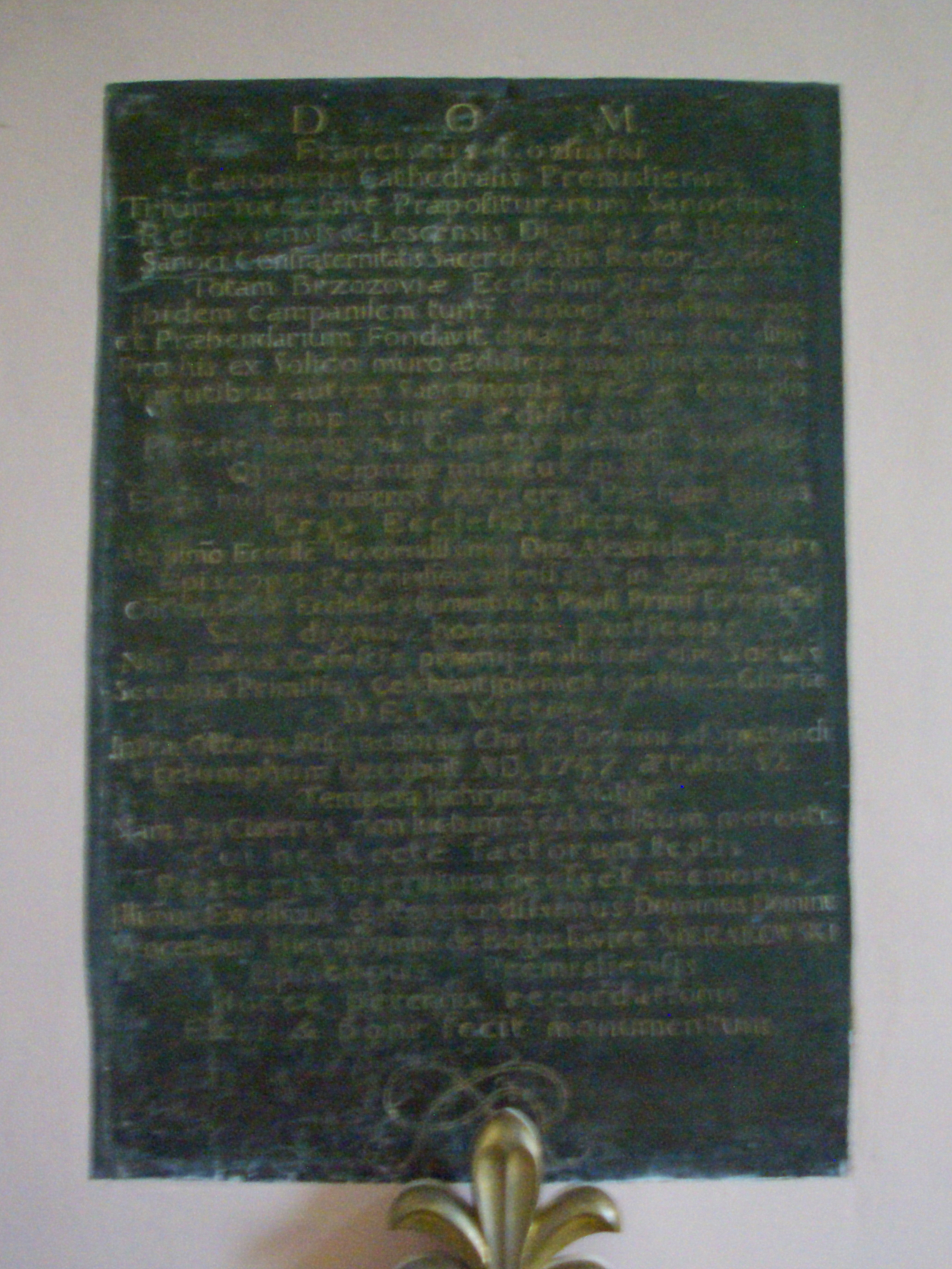
Epitafium w Brzozowie

## Życiorys
Został duchownym rzymskokatolickim. W Sanoku posługiwał jako prepozyt kościoła w szpitalu ubogich od 1699 do 1709, ołtarzysta (altarzysta) Arcybractwa Kapłańskiego Ołtarza Wniebowzięcia NMP kościele parafialnym, proboszcz parafii. Następnie pracował na urzędach komendarza parafii w Nowotańcu od ok. 1713 i w Dudyńcach od ok. 1715. Później sprawował urzędy proboszcza (prepozyta): kolegiaty w Brzozowie od ok. 1720/1724, w Radymnie od 1728, Lubeni od 1741 i w Besku, parafii farnej w Rzeszowie od 26 marca 1743 do 1745 oraz w Lesku. Mianowany kanonikiem honorowym przemyskiej kapituły katedralnej w 1716, w składzie kanoników gremialnych od 1744.
Po jego staraniach dokonano odbudowy kościoła św. Michała Archanioła w Sanoku, zniszczonego w pożarze z 1680. Przy tymże kościele zostało powołano w 1723 kolegium księży mansjonarzy, ufundowane przez ks. Goźlińskiego i zatwierdzone rok później przez bp. Jana K. Sołtyka, a później został wzniesiony dom mansjonarski, także fundacji księdza. Przed 1730 był fundatorem siedziby Bractwa Kapłańskiego w Sanoku. Wskutek jego działań w 1745 sanocki kościół został upiększony od zewnątrz i wewnątrz. Po utworzeniu kolegium mansjonarskiego i utworzeniu w sanockim kościele farnym prepozytury, ks. Goźliński objął funkcję prepozyta. W wyniku jego starań wykonano miedziane pokrycie dachu brzozowskiej kolegiaty, zbudowano dzwonnicę przy świątyni. Pod koniec lat 20. wspólnie z bp. Aleksandrem Antonim Fredro był fundatorem kościoła Paulinów w Starej Wsi.
Epitafium ks. Franciszka Goźlińskiego, ufundowane przez bp. Wacława Hieronima Sierakowskiego, zostało ustanowione w kościele Przemienienia Pańskiego w Brzozowie.